# ジェームズ・カーマイケル (第2代ハインドフォード伯爵)

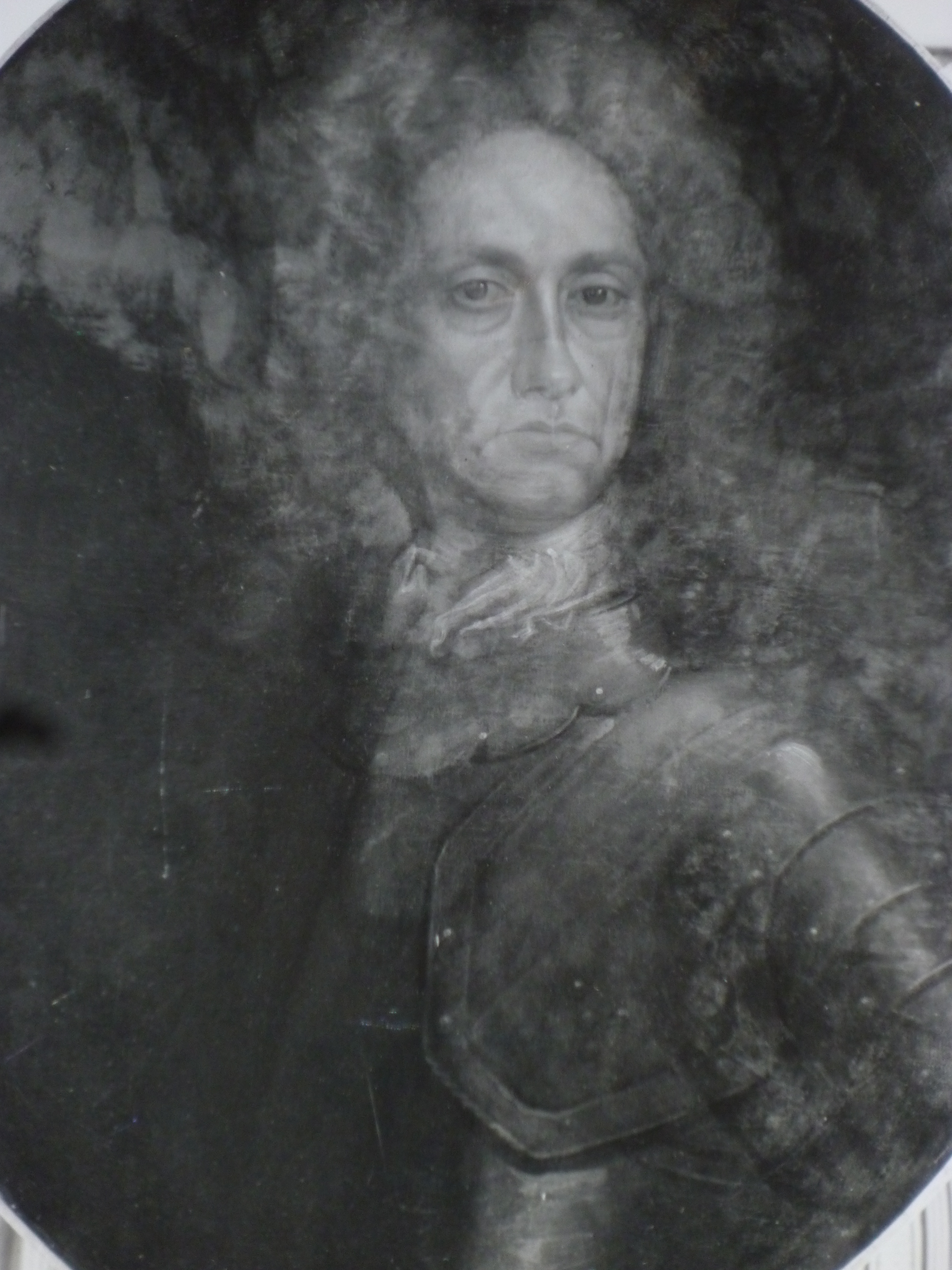
第2代ハインドフォード伯爵

第2代ハインドフォード伯爵ジェームズ・カーマイケル（英語: James Carmichael, 2nd Earl of Hyndford、17世紀生 – 1737年8月16日）は、スコットランド貴族。1701年から1710年までカーマイケル卿の儀礼称号を使用した。

## 生涯
初代ハインドフォード伯爵ジョン・カーマイケルとビートリクス・ドラモンド（Beatrix Drummond、第3代マダーティー卿デイヴィッド・ドラモンドの娘）の息子として生まれた。グラスゴー大学で教育を受けた後、1706年に竜騎兵連隊の大佐になり、1710年に准将に昇進した。
1710年9月20日に父が死去すると、ハインドフォード伯爵の爵位を継承した。
1715年から1737年までスコットランド警察卿（Lord of Police）を務め、1737年8月16日にカーマイケルで死去した。長男ジョンが爵位を継承した。

## 家族
1698年3月25日、エリザベス・メイトランド（Elizabeth Maitland、1753年11月27日没、第5代ローダーデイル伯爵ジョン・メイトランドの娘）と結婚、5男6女をもうけた。
- ジョン（1701年 – 1767年） - 第3代ハインドフォード伯爵、子供あり
- ウィリアム（英語版）（1765年没） - ダブリン大主教
- ジェームズ（1705年頃 – 1754年4月頃） - 庶民院議員、生涯未婚[3]
- アーチボルド（Archibald、1745年没）
- チャールズ（1732年没）
- マーガレット - 1717年1月24日、初代準男爵ジョン・アンストルーサー（英語版）と結婚、子供あり
- メアリー - チャールズ・オハラ（Charles O'Hara）と結婚
- アン - ジェラード・デュサイン（Gerard Dusign）と結婚
- エリザベス - 早世
- レイチェル - 早世
- グレース - 早世